# Bordj Okhriss
Bordj Okhriss (ou Bordj Oukhriss) est une commune de la wilaya de Bouira en Algérie. C'est une commune plutôt rurale, dont l'essentiel du territoire est voué aux activités agricoles.